# Stenoterommata leporina
Espèce
Synonymes
- Hermacha leporina Simon, 1891

Stenoterommata leporina est une espèce d'araignées mygalomorphes de la famille des Pycnothelidae.

## Distribution
Cette espèce est endémique de l'État de Rio de Janeiro au Brésil,. Elle se rencontre vers Teresópolis.

## Description
Le mâle holotype mesure 10 mm.

## Systématique et taxinomie
Cette espèce a été décrite sous le protonyme Hermacha leporina par Simon en 1891. Elle est placée dans le genre Stenoterommata par Goloboff en 1995.

## Publication originale
- Simon, 1891 : Études arachnologiques. 23e Mémoire. XXXVIII. Descriptions d'espèces et de genres nouveaux de la famille des Aviculariidae. Annales de la Société entomologique de France, vol. 60, p. 300-312 (texte intégral).